# Wilhelm von Krauseneck
Johann Wilhelm von Krauseneck (Bayreuth, 13 ottobre 1774 – 2 novembre 1850) è stato un generale prussiano di fanteria, capo di Stato Maggiore dell'esercito prussiano dal 1829 al 1850.

## Biografia
Dopo gli studi ginnasiali entrò nel 1791 nell'arma di artiglieria del presidio di Plassenburg; qui, grazie al suo non comune talento per le materie matematiche e tecniche e agli insegnamenti del comandante di artiglieria Hofmann e del cartografo Stierlein, apprese le basi della topografia, delle scienze naturali e della teoria militare, materie che si sarebbero poi rivelate indispensabili per la sua carriera di ufficiale di Stato Maggiore.
Giovane ufficiale, Krauseneck ebbe parte nel rilevamento topografico del territorio di Ansbach dopo l'annessione del margraviato di Ansbach-Bayreuth al regno di Prussia; nel 1794, sotto la guida del colonnello dello Stato Maggiore von Grawert e del colonnello von Massenbach, partecipò ai rilevamenti topografici per la campagna del Reno.
Nel 1797 fu promosso tenente della 2ª Brigata fucilieri della Prussia Orientale, nel 1803 divenne Stabskapitän.
L'unità di Krauseneck non fu coinvolta, per un ritardo nella mobilitazione, nelle battaglie di Jena ed Auerstedt, ma partecipò ai successivi scontri avvenuti nella Prussia Orientale, cosicché Krauseneck guadagnò nel febbraio 1807 l'ordine Pour le Mérite. Nel 1808 fu destinato al 3º Reggimento fanteria della Prussia Orientale, nominato maggiore, e nel 1809 comandante del battaglione fucilieri del Reggimento della Guardia a piedi appena formato a Potsdam.
Entrato nello Stato Maggiore nel 1813, fu comandante del presidio di Graudenz e Magonza nel periodo 1812-1814. Nominato capo di Stato Maggiore il 28 novembre 1829, fece del suo meglio per migliorare l'addestramento del personale dello Stato Maggiore, incrementando i viaggi d'istruzione e il numero delle esercitazioni militari su larga scala accompagnate sempre dallo studio della teoria militare. Oltre a preparare frequenti memorandum, fu sua abitudine redigere ogni anno un nuovo piano di mobilitazione e sottoporlo all'attenzione del re.